# تپه قلعه نمشیر
تپه قلعه نمشیر مربوط به دوران پیش از تاریخ ایران باستان - دوره ساسانیان است و در شهرستان بانه، بخش نمشیر، روستای نمشیر واقع شده و این اثر در تاریخ ۱۹ مرداد ۱۳۸۴ با شمارهٔ ثبت ۱۲۷۹۸ به‌عنوان یکی از آثار ملی ایران به ثبت رسیده است.